# MediaSfera
MediaSfera је невладино и непрофитно уздружење, веб-портал и издавачка кућа, са седиштем у Београду. Главна и одговорна уредница све три форме је дугогодишња новинарка Гордана Радисављевић Јочић.

## Веб-портал
Веб-портал „MediaSfera” је настао 2014. године под називом „Медијасфера”. Основала га је Гордана Радисављевић Јочић, новинарка, уредница и модна критичарка, са колегиницом др Мајом Вукадиновић. Временом, Вукадиновић се повукла – концепт портала је делимично промењен 2017, више се фокусирајући на кулутуру, а тиму се придружио Александар Јочић на месту уредника фотографије. Са назнаком „Водич кроз медијску индустрију”, „MediaSfera” тежи да буде спона између читалаца и оних који обликују медијски, друштвено-политички и културни дискурс у земљи и иностранству. На њој се могу наћи вести, најаве догађаја, ауторски текстови, приче, репортаже, интервјуи и све остало што чини медијску сферу. Да би се осигурао квалитет, уредништво сарађује са водећим новинарима, стручњацима за односе за јавношћу и маркетинг, медијима, агенцијама и продукцијским кућама. Аналитички, слободни и демократски приступ знак је препознатљивости стила текстова на овом порталу. У томе је круцијална улога његове главне уреднице и других посленика, али и мреже сарадника и дописника.

## Издаваштво
Удружење „MediaSfera”, основано на Видовдан 2018. године ради остваривања циљева у области медија, културе и издаваштва, покренуло је своју издавачку делатност 2021. желећи да публикује различите књижевне жанрове и публицистику. Од тада је изнедрило дела савремених аутора из Србије, региона и иностранства, која су изузетно запажена у јавности. Желећи да удахне живот различитим литерарним жанровима, „MediaSfera” објављује поезију и прозу, тј. песме, кратке приче, есеје и романе за одрасле и децу у оквиру едиција „Прва књига” (намењену неафирмисаним ауторима), „Рамонда” „Лирика”, „Реч и мисао” и „Дечја књига”. Својим ауторима „MediaSfera” нуди комплетну техничку припрему рукописа за штампу, као и услуге писања рецензија, пласмана и промоције. Као и у случају портала, и овде се пажња посвећује односу између читалаца и креатора садржаја (односно писаца) и измећу корица и садржаја, једнако и када је књига отворена и када је затворена.

## Изабране књиге
Међу књигама које је „MediaSfera” од оснивања до данас објавила су:
- „Горе, где припадамо – збирка прича – обраде познатих легенди” Милице Цинцар Поповић (2021)[4]
- „Уметност путовања 2” Иване Дукчевић (2022)
- „Песме бдења и сновиђења” Тање Малетић (2022)
- „Караточ” Ксеније Матовић (2022)
- „Пре него што је дошао Лаки” Иване Ивановић (2023)[5]
- „Нож Марине Р.” Радована Лазаревића (2023)
- „Мени су рекли да ви постојите” Данијеле Марковић (2023)[6]
- „Бићу мост” Славице Војиновић (2023)
- „(Пост)истина (пост)демократије – изабрани есеји и разговори” Давора Џалта (2024)
- „Недоглед” Весне Живковић Картал (2024)
- „Клеос” Бориса Лучића (2024)[7]
- „Једна од многих” Талије Милошевић (2024)